# Chesapeake Bay Bridge-Tunnel

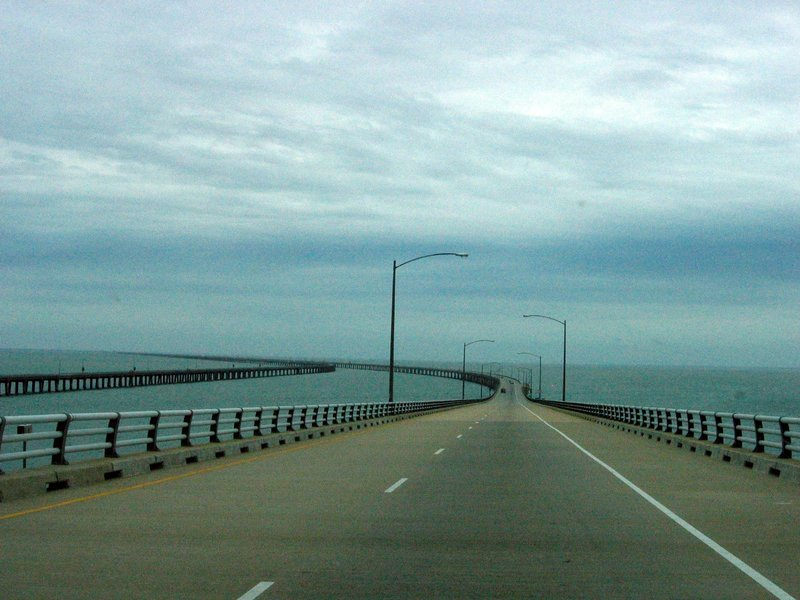
Chesapeake Bay Bridge–Tunnel, Virginia

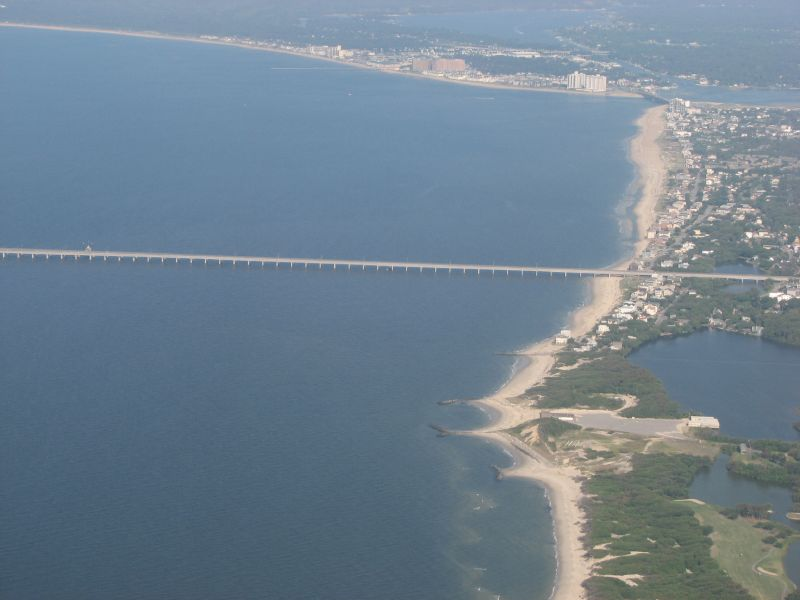
Chesapeake Bay Bridge–Tunnel, Virginia

Chesapeake Bay Bridge–Tunnel, den heter dock officiellt Lucius J. Kellam Jr. Bridge–Tunnel, är en bro med två kortare tunneldelar, som korsar estuariet Chesapeake Bay i delstaten Virginia. Förbindelsen är världens längsta bro-tunnel-kombination med 28,3 km längd mellan kusterna.
Bron har endast vägtrafik. Järnvägsförbindelse finns inte. Brodelarna har två parallella brobanor med totalt fyra filer medan tunnlarna bara har två filer. Förbindelsen invigdes 1964. År 1999 invigdes de nya parallellbroarna. Bygge av nya parallelltunnlar har skjutits upp av kostnadsskäl.